# Szakolczay Lajos
Szakolczay Lajos (írói álneve: Kanizsai Dávid; Bagolai Polikárp) (Nagykanizsa, 1941. február 27. –) Széchenyi-díjas magyar irodalomtörténész, irodalom- és művészetkritikus, szerkesztő.

## Életpályája
Szülei: Varga Lajos és Szakolczay Margit. 1959-1962 között a Tatabányai Alumíniumkohónál, illetve a Tatabányai Szénbányászati Tröszt Bányamentő Állomásánál volt laboratóriumi technikus. 1962-1963 között a Dél-Dunántúli Kőolaj- és Földgázkitermelő Vállalat kútkezelőjeként dolgozott. 1963 óta Budapesten él. 1963-1968 között a Csepel Vas- és Fémművek központi tervezőirodájában épületgépész-szerkesztő volt. 1967-1970 között a Marxizmus-Leninizmus Esti Egyetem esztétika szakán tanult. 1968-1971 között könyvtáros, segédmunkás, nevelő volt. 1972-1975 között, valamint 1985-2005 között a Kortárs című folyóirat szerkesztője volt. 1975-1980 között az Új Írás kritikai rovatvezetőjeként dolgozott. 1980-1985 között a Budapest rovatvezetője volt.
Számos (pl. Csoóri Sándor, József Attila, Bartók Béla) versantológia szerkesztője. Fő kutatási területe a határon túli magyar irodalom és művészet.

## Művei
- Szilágyi Domokos: Válogatott versek és műfordítások (válogatta, szerkesztette, 1979)
- Megtartó varázslat (antológia, 1980)
- A szarvassá változott fiú (antológia, 1981)
- Dsida Jenő: Összegyűjtött versek és műfordítások (válogatta, szerkesztette, 1983)
- Dunának, Oltnak (tanulmányok, 1984)
- Páter Bulányi (beszélgetésportré, 1989)
- Ötágú síp (tanulmányok, esszék, kritikák, 1989)
- A lélek senkiföldjén. Csoóri Sándor köszöntése (összeállította, szerkesztette, 1992)
- Kötél homokból (színikritikák, 1994)
- A csavargó esztétikája (irodalmi és képzőművészeti esszék, kritikák, 1996)
- Korfurdaló (irodalmi, színház- és képzőművészeti tanulmányok, esszék, kritikák, 1999)
- Kikötő (ezredvégi napló irodalomról, színházról, képzőművészetről, operáról, 2006)
- Erdélyi ősz (2006)
- Nekünk ilyen sors adatott (beszélgetésportré Csoóri Sándorral, 2006)
- Ameddig temetetlen holtak lesznek (beszélgetésportré Nagy Gáspárral, 2006)
- Csíkszentmihályi Róbert; Ráday Galéria, Bp., 2009 (Mai magyar képzőművészet)
- Párbeszédek és perbeszédek (25 író- és művészinterjú, 2010)
- Határtalan (2011)
- Sorsszerűség, álom, etika. Tanulmányok, esszék, kritikák; Holnap, Bp., 2012
- Valóságlátomás. Esszék, tanulmányok; Nap, Bp., 2014 (Magyar esszék)
- Nagybányától Picassóig. Válogatott művészeti írások; Cédrus Művészeti Alapítvány–Napkút, Bp., 2015
- Szakolczay levelesládája; vál. Szita Gábor, ill. Gaál Tibor T-boy; Orpheusz, Bp., 2016
- Időlámpa. Összegyűjtött művészeti írások, 2011–2013; Ráció, Bp., 2016
- Korunk farsangja. Tanulmányok, esszék, kritikák; Magyar Napló–Írott Szó Alapítvány, Bp., 2016
- Jövőben a múltunk; Cédrus Művészeti Alapítvány–Napkút, Bp., 2016
- "Szólíts nyugodtan Gyurkának!". Találkozások Faludy Györggyel; MMA, Bp., 2021
- A táj lélekarca. Napkút, Bp., 2021.
- Szabadság-tű. Irodalom, képzőművészet, színház. Prae KIadó, 2024

## Díjai, kitüntetései
- József Attila-díj (1995)
- Kölcsey-díj (1995)

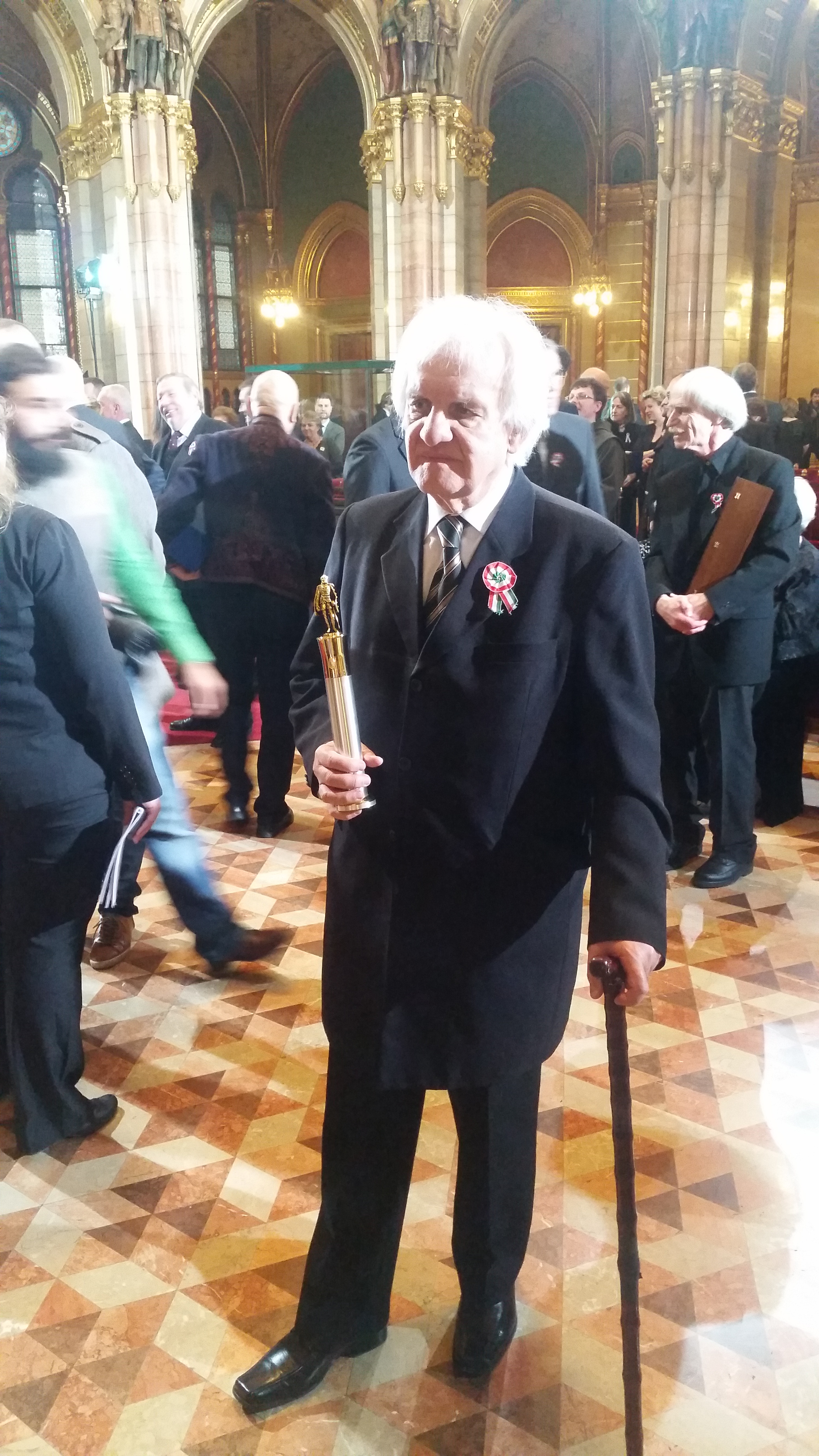
Szakolczay Lajos a Széchenyi-díjjal a Parlamentben

- Petőfi Sándor Sajtószabadság-díj (1999)
- Hídverő-díj (2007)
- Prokop Péter-díj (2009)
- A Magyar Köztársasági Érdemrend lovagkeresztje (2011)
- Vár-díj (2011)
- Arany János-díj (2012)
- Tamási Áron-díj (2012)[2]
- Magyar Művészeti Akadémia művészeti írói díj (2014)
- A Magyar Írószövetség örökös tagja (2015)
- Széchenyi-díj (2016)
- Supka Magdolna-díj (2019)
- Nagyhordó-díj (2022)
- Méhes György-díj (2024)